# Enemies of Reality
Enemies of Reality ist das fünfte Studioalbum der US-amerikanischen Progressive/Thrash-Metal-Band Nevermore. Es wurde am 28. Juli 2003 durch Century Media veröffentlicht. 2005 erschien eine neu gemischte Version. Sie unterscheidet sich auch äußerlich durch ein überwiegend schwarzes, gegenüber der ersten Ausgabe invertiertes Cover.

## Stil
Musikalisch wird die Platte als etwas mehr am Thrash orientiert beschrieben, als der epischere Vorgänger.
Der Musikstil auf Enemies of Reality wurde auch von der Band als härter als zuvor beschrieben:

„Wir haben die Grenzen noch weiter verschoben, was zu einer sehr, sehr harten Platte geführt hat, die sich erneut von ihren Vorgängern unterscheidet. Die Songs sind brutale Vertonungen von Gefühlen wie Wut und Verzweiflung.“

In der Musik wurden auch Death-Metal-Einflüsse verarbeitet, eine Richtung, die Jeff Loomis als seinen musikalischen Hintergrund angab. So sei etwa Ambivalent von Morbid Angel beeinflusst. Die musikalische Ausrichtung ist auch darauf zurückzuführen, dass die Band nicht „Dead Heart 2“ aufnehmen wollte. Die Texte handeln Dane zufolge vom „generellen Verfall der Gesellschaft“, vom Streben nach Ruhm, von korrupten Religionen, Eitelkeit. „Es gibt keine stärkere Droge als die Realität.“ Der Albumtitel stammt aus David Cronenbergs Film eXistenZ, dort wird von Jennifer Jason Leigh der Satz gesagt: „Maybe we’re the enemies of reality.“ Die zweimal, in Noumenon und Seed Awakening, vorkommende Textzeile „there is no stronger drug than reality“ basiert zudem auf einem Erlebnis des Drogenentzugs eines Freundes.
Das Album ist dem 2001 verstorbenen Chuck Schuldiner gewidmet.

## Entstehung
Enemies of Reality wurde ursprünglich von Ex-Queensryche-Gitarrist Kelly Gray in der Heimatstadt der Band, Seattle produziert. Aufgrund einer Budgetkürzung der Plattenfirma konnte sich die Band es nicht erlauben, woanders aufzunehmen. Auch musste sie während der Aufnahmen normalen Vollzeitjobs nachgehen. Warrel Dane äußerte sich angesichts der Umstände zunächst zufrieden. Doch kritisierten Presse und Fans alsbald die Produktion Kelly Grays als zu undifferenziert, ebenso übte die Band bereits zur Veröffentlichung vorsichtig Kritik am Klang. Es wurde daher auch erst eine zweite Version von Grays Mix veröffentlicht. 2005 wurde das Album dann von Andy Sneap, der Dead Heart in a Dead World produziert hatte, komplett neu abgemischt.

## Rezeption
Frank Albrecht vergab im Rock Hard neun von zehn Punkten. Er schrieb, Enemies of Reality erreiche das Niveau des Vorgängeralbums „nicht ganz“. Von den eigentlich neuneinhalb Punkten für die Musik zog er einen halben Punkt wegen der Produktion ab. John Serba von Allmusic lobte gleichfalls das Songwriting und die Qualitäten der Musiker. Der Produktion konnte er auch Positives abgewinnen – so schärfe der Mix die Dynamik von „Power-Balladen“ wie Who Decides und Tomorrow Turned into Yesterday. Das Album erhielt vier von fünf möglichen Sternen.

## Titelliste
1. Enemies of Reality – 5:11
2. Ambivalent – 4:12
3. Never Purify – 4:03
4. Tomorrow Turned into Yesterday – 4:35
5. I, Voyager – 5:48
6. Create the Infinite – 3:38
7. Who Decides – 4:15
8. Noumenon – 4:37
9. Seed Awakening – 4:30

Die limitierte Ausgabe enthielt eine DVD mit folgendem Inhalt:
1. Believe in Nothing (Video)
2. Next in Line (Video)
3. What Tomorrow Knows (Video)
4. Engines of Hate (Live USA 2001)
5. Beyond Within (Live USA 2001)

Die Neuausgabe von 2005 enthielt als Bonus die Videos zum Titelstück und I, Voyager sowie eine Live-Version aus Wacken von 2004.